# ولاء في غير مكانه
الولاء في غير مكانه (أو الإخلاص في غير محله أو الولاء الخاطئ أو الثقة في غير محلها) هو الولاء المبذول لأشخاص آخرين أو منظمات أخرى لا يقدّرون أو يحترمون الولاء؛ أو حتى يخونونه أو يستغلونه. قد يعني كذلك الولاء لقضايا شريرة أو ضالة.
يوفر علم النفس المجتمعي تفسيرًا جزئيًا لهذه الظاهرة بطريقة «توجيه عرف الالتزام المجتمعي لنا فيما يخص التزامنا بالاتفاقيات (...) عادة ما يلتزم الناس بالصفقة حتى ولو تغيرت للأسوأ». يشير الإنسانيون إلى أن «المرء يرث القدرة على الولاء، وليس الاستعمال الذي يجب استخدامها فيه (...) يمكن أن يخلص نفسه بغيرية لما هو تافه أو دون جدوى، كما يمكن أن يخلص لما هو نبيل وكريم».

## في العائلة
من الأقوال التقليدية التي تستخدم في جلسات العلاج «أولئك الذين لم يحالفهم الحظ من بيننا فرباهم آباء سيئون يقع عليهم عند البلوغ أيضًا عبء مطالبهم... نحن نبقي شيئًا من الولاء المضلل». تحت عنوان «الولاء في غير مكانه: عامل الاعتمادية المشتركة (أو التبعية)». تتحدى حركة مساعدة الذات بقوة هكذا ولاء: «في كل من العلاج الفردي ومجموعات مساعدة النفس، الهدف هو إيجاد وترك ولائنا المضلل وتعلقنا بآبائنا الذين خذلونا ليحل محلهما التعلق بأقران أفضل للصحة».
يضيء التحليل النفسي على المفارقة المصاحبة لذلك، أن «الطفل -كما يجب أن نذكر- يدافع دومًا عن السيئ بين والديه بشراسة أكبر من دفاعه عن الجيد بينهما». يمكن أن تفسر هذه المفارقة ما أُطلق عليه «صدمات الروابط...الولاءات الخاطئة التي توجد في الجماعات الطائفية الاستغلالية، أو عائلات زواج الأقارب، أو حالات الاختطاف وأخذ الرهائن، أو التبعيين -الذين هم بحاجة إعالة- الذين يعيشون مع مدمني الكحول أو المقامرين المدمنين أو مدمني الجنس.

## في المؤسسات
«تطور المؤسسات وسائل دفاع قوية لحمايتها واستمرارها... تطور ولاءً مضللًا للمجالس واللجان. أن تنتقد بقوة بدل أن تغطي على أفعالها يعني اختلاق مشاكل هي بغنى عنها». كذلك، هناك «أمثلة أدى فيها الولاء المضلل لصاحب الشركة أو مديرها إلى انخفاض في أداء الشركة».
ولكن أحيانًا، تمزق المؤسسات الولاءاتُ المتضاربة. لذا نجد أنه في سلك الشرطة، بات يعتبر الولاء للسلك، الذي «تسبب أحيانًا في كذب رجال الشرطة وقيامهم بالغش لصالح آخرين، ولاءً خاطئًا»: كتخفيف جزئي، «يجب فهم أن مفهوم «اعتناء الشخص بشريكه» جزء مفصلي من ولاء أولئك الذين يواجهون الحالات القتالية».